# Namseon-myeon
Namseon-myeon (koreanska: 남선면) är en socken i kommunen Andong i provinsen Norra Gyeongsang i den centrala delen av Sydkorea, 200 km sydost om huvudstaden Seoul.